# Школяр, Николай Андреевич
Школяр Николай Андреевич (род. 27 июля 1956, Жмеринка) — российский экономист, дипломат, преподаватель, исследователь. Специалист в области внешнеэкономической политики России, взаимоотношений с международными финансовыми организациями и торгово-экономических связей с Ибероамериканскими государствами.
- Почётное звание — «Заслуженный экономист Российской Федерации»[1] (2014 г.)
- Учёное звание — Профессор (2009 г.)
- Учёная степень — Доктор экономических наук (2004 г.)
- Классный чин — Советник государственной гражданской службы Российской Федерации 1-го класса
- Эксперт Российского совета по международным делам[2].
- Член Новой экономической ассоциации[3]
- Член Ассоциации исследователей ибероамериканского мира

## Биография
Родился 27 июля 1956 г. в г. Жмеринка, Винницкой обл. Украинской ССР;
1973—1975 гг. — работал слесарем-электриком на Жмеринском вагоноремонтном заводе;
1975—1977 гг. — служба в Советской Армии;
1977—1983 гг. — учёба на факультете экономики и права Университета дружбы народов им. П.Лумумбы;
1983—1985 гг. — загранкомандировка по линии В/О «Внештехника» на Кубу, работа в составе группы советника по строительству;
1986—1989 гг. — старший преподаватель Отдела по работе со студентами Университета дружбы народов им. П.Лумумбы;
1989—1990 гг. — загранкомандировка по линии В/О «Техноэкспорт» в Никарагуа, работа в составе группы советника по планированию;
1991—2004 гг. — Российский университет дружбы народов, доцент кафедры макроэкономического регулирования и планирования, заместитель декана экономического факультета (1996—1997,) Институт международного бизнеса, доцент (2002—2004);
1995—1996 Ответственный секретарь научного Вестника РУДН: серия Экономика;
2002—2004 гг. — Министерство экономического развития и торговли России, советник в департаментах центрального аппарата;
2004—2009 гг. — Торговое представительство Российской Федерации в Испании, заместитель торгового представителя;
2009—2018 гг. — Посольство Российской Федерации в Мексике, советник, руководитель экономической группы;
2019-н/в — Институт Латинской Америки РАН, ведущий научный сотрудник.
Принимал участие в разработке государственной политики взаимодействия России с международными финансово-экономическими организациями, а также в разработке отдельных разделов Концепции содействия международному развитию, Концепции государственной поддержки экспортно-ориентированных промышленных предприятий города Москвы, Национальной экспортной стратегии Российской Федерации.

## Образование
В 1973 году окончил с/ш № 4 г. Жмеринка.
В 1983 году окончил Университет дружбы народов им. П.Лумумбы по специализации Национальная экономика и планирование народного хозяйства и переводчик с испанского языка на русский.
Проходил краткосрочные стажировки:
Международный валютный фонд (Москва, 1994 г.);
Университет Валенсии (Испания, 1996 г., 1998 г.);
НФПК и Минфин России (1999 г.), Университет Лутона (Великобритания, 2000 г., 2002 г.).
В 1993 году защитил кандидатскую диссертацию по специализации «Мировая экономика» в Российском университете дружбы народов. Тема диссертации: «Государственное регулирование в условиях общенационального кризиса в Никарагуа».
В 2004 году защитил докторскую диссертацию по специализации «Мировая экономика», Тема диссертации: «Международные региональные банки развития и перспективы сотрудничества с ними России: теория и практика».

## Награды
Грамота Министра экономического развития России, 2004 г.
Почётное звание «Заслуженный экономист Российской Федерации», 2014 г.

## Преподавание
1996 г. — присвоено учёное звание Доцент по кафедре макроэкономического регулирования и планирования.
2009 г. — присвоено учёное звание Профессор по кафедре Национальная экономика.
Читал лекционные курсы:
- Экономика общественного сектора
- Бюджетная политика
- Государственные и муниципальные финансы
- Государственная экономическая политика
- Взаимоотношения с международными финансовыми организациями
- Экономика России (на испанском языке)

Выступал с презентациями на международных форумах и конференциях, а также с лекциями на испанском языке в более чем 50 университетах Испании и стран Латинской Америки.
Подготовил учебно-методические пособия:
1.	Экономическая политика государства (соавтор). 2010.
2.	Государственная экономическая политика. Тверь. 2008.
3.	Международные финансовые организации. Тверь. 2007.
4.	Экономическая политика государства (соавтор) М. 2005.
5.	Платежный баланс и механизмы МВФ. М.2002.
6.	Бюджетная политика: вопросы теории, методологии и практики. М.2001.
7.	Налогообложение. М.1998.
8.	Государственный бюджет: политика и практика. М.1997.
9.	Экономическая стабилизация: политика и практика. М.1997.
10.	Сборник кратких программ экономического факультета РУДН. М. 1996.
11.	Лекции по экономике России: переходный период (соавтор курс лекций на испанском языке). 1996.
Подготовил сотни дипломников, десятки магистров и трёх аспирантов к успешной защите кандидатских диссертаций.

## Основные научные публикации
Монографии
1. Школяр Н. А., Пивикова Е. К. Стратегия выхода на рынок Мексики / отв. ред. А. А. Лавут. — Москва: Весь Мир, 2019. — 192 с. — ISBN 978-5-7777-0803-8.
2. Школяр Н. А. Мексика: потенциал экономического развития (перспективы сотрудничества для России) / отв. ред. Т. С. Шарфутова-Сменцовская. — Москва: Международные отношения, 2015. — 192 с. — ISBN 978-5-7133-1495-8.
3. Дегтерев Д. А., Ермолов М. О., Школяр Н. А. 1 // Современный этап взаимодействия России с международными институтами развития / отв. ред. М. О. Ермолова. — Москва: Всероссийская академия внешней торговли Министерства экономического развития Российской Федерации, 2013. — 434 с. — ISBN 978-5-9547-0126-5.
Дегтерев Д. А., Ермолов М. О., Школяр Н. А. 2 // Современный этап взаимодействия России с международными институтами развития / отв. ред. М. О. Ермолова. — Москва: Всероссийская академия внешней торговли Министерства экономического развития Российской Федерации, 2013. — 434 с. — ISBN 978-5-9547-0126-5.
4. КОКОРЕВ В. М., КОРШУНОВ А. М., МЯГКОВ В. Ю., ШКОЛЯР Н. А. Россия- Латинская Америка: модернизация экономических отношений (перспективы сотрудничества для России). — Москва: Всероссийская академия внешней торговли Министерства экономического развития Российской Федерации, 2013. — 215 с. — ISBN 978-5-9547-0125-8.
5. ВЕРНИКОВ В. Л., АВИЛОВА А. В., ГОЛУБ П. Ю., ЕРМОЛЬЕВА Э. Г., КОВАЛЬ Т. Б., ПОНЕДЕЛКО Г. Н., ПРОХОРЕНКО И. Л., ШКОЛЯР Н. А., ЧЕПУРЕНКО А. Ю. Два кита испанской экономики. Опыт развития малого и среднего бизнеса / отв. ред. В.Л. Верников. — Москва: Весь Мир, 2010. — 176 с. — ISBN 978-5-7777-0481-8.
6. ШКОЛЯР Н. А. Международные банки развития в экономической стратегии России. — Москва: Российский университет дружбы народов, 2005. — 135 с. — ISBN 5-209-01807-5.
7. ШКОЛЯР Н. А. Международные региональные банки развития и перспективы сотрудничества с Россией. — Москва: Российский университет дружбы народов, 2004. — 35 с.
8.Менеджмент образовательных проектов и программ. М., 2003. (соавтор).
9.Менеджмент развития ресурсов открытого и дистанционного обучения: практические аспекты. М., 2001. (соавтор).
Статьи на русском языке
1.	Внешняя торговля России с ЛКА: состояние и перспективы. Латинская Америка. — 2020. — № 5
2.	Распространение COVID 19 в Латинской Америке. Сайт «Российского совета по международным делам» июнь 2020
3.	Интернационализация экономик стран Латинской Америки. Российский внешнеэкономический вестник. — 2019. — № 10
4.	Новое НАФТА: свободная торговля под прицелом протекционизма. Сайт «Российского совета по международным делам» февраль 2019
5.	Мексика: к новой повестке внешнеэкономических отношений. Латинская Америка. — 2018. — № 10
6.	Пересмотр NAFTA: угроза для Мексики. Латинская Америка. — 2017. — № 3
7.	Проблемы реформирования нефтяной промышленности Мексики. Латинская Америка. — 2016. — № 11
8.	Транстихоокеанское партнерство: прогресс или угроза? Сайт журнала «Международная жизнь» 2015
9.	Корректировка системы поддержки экспорта: принципы и подходы. Российский внешнеэкономический вестник. — 2014. — № 2
10.	Пути формирования национального механизма содействия международному развитию Международные банковские операции. — 2012. — № 1
11.	Председательство в «двадцатке»: от Мексики к России. Международная жизнь. — 2012. — № 11
12.	Банковская система Мексики: антикризисная устойчивость и регулирование Международные банковские операции, N 1, январь-март 2011
13.	Мексика: внешнеторговая стратегия на пути из кризиса. Латинская Америка. — 2010. — № 8
14.	Испания в мировой экономике и внешних связях России. Латинская Америка. −2008 — № 8
15.	Испания — международная экспансия банковского капитала. Бюллетень иностранной коммерческой информации. — 2008. — № 56
16.	Институты и инструменты государственной поддержки экспорта: испанский опыт. Вопросы экономики. — 2007. — № 4
17.	Значение технопарков в инновационном развитии: опыт Испании. Бюллетень иностранной коммерческой информации, 2006. № 147
18.	Государственная поддержка экспортного кредитования: испанский опыт. Банковское дело, 2005, № 10
19.	О проблемах повышения конкурентоспособности экономики Испании. Бюллетень иностранной коммерческой информации — 2005. — № 62
20.	Пути макроэкономической стабилизации: латиноамериканские уроки. Изучение латиноамериканистики. М. 2002
21.	Новая политика сотрудничества России с МФО: системный подход. Вопросы экономики, 2004, № 2
22.	Международные банки развития и Россия. Мировая экономика и международные отношения. — 2003. — № 12
23.	Сотрудничество России с международными финансовыми организациями. Федеральный справочник, М.: Изд-во Родина-Про, 2003
24. Воздействие основных факторов на развитие политики ОДО в Российской Федерации. Политика ОДО в Европейском Союзе и Российской Федерации: уроки, перспективы и сотрудничество. — М., 2001
25. Политика открытого и дистанционного образования: постановка вопросов и поиск решений. Университетское управление: практика и анализ. № 1 (12) 2000
26. К критике фискальной власти государства. Вестник РУДН. Серия: Экономика. −1999, — № 1
27. Инфляция как механизм перераспределения в период системной трансформации. Вестник РУДН. Серия: Экономика. — 1995, — № 1
28.	Стабилизационные программы. Латинская Америка. — 1995. — № 3
29.	Иностранные инвестиции в Латинской Америке: опыт привлечения и регулирования. Вопросы экономики. — 1994. — № 8
30.	Гиперинфляция в Никарагуа: многообразие причин и методов борьбы. Вопросы экономики. — 1992. — № 2
31.	Как выйти из кризиса? Латинская Америка. — 1991. — № 8
Статьи на испанском и английском языках.
1.	Инициатива ОПОП в рамках российско-китайских отношений. China: BRI o el nuevo camino de la seda. UNAM, 2018
2.	Внешняя торговля в международной стратегии России. México-Rusia: culturas y sistemas jurídicas comparadas. UNAM, 2013
3.	Экономика современной России: модернизация и международные устремления. BRICS. El difícil camino entre el escepticismo y el asombro. UNAM, 2011
4.	Ключевые точки экономических отношений России-Испании. Diplomatica, No. 22, 2007
5.	Движение к инвестициям и развитию. Moneda Unica, Negocio Internacional No. 55, 2006
6.	Россия: в приоритетах внешней экономической политики Испании. Moneda Unica, Negocio Internacional. No. 42. 2005
7.	Международные финансовые организации и ограничения экономической политики России. Quaderns de Política Ecónomica. / № 3, 2003
8.	Движение к инвестициям и развитию. Moneda Unica, Negocio Internacional No. 55, 2006
9. Россия в ожидании иностранных банков. Pulso Exterior, No.46, 2006
10. Россия: в приоритетах внешней экономической политики Испании. Moneda Unica, Negocio Internacional No. 42, 2005
11. Россия: новая возможность. От кризиса к росту. Papeles de Transición. № 1, 2000
12. Фискальный кризис российского государства: новый этап переходного периода. Papeles de Transición. № 1, 1999
13. Экономические реформы в России: стратегия и исполнение. Quaderns de Política Ecónomica 1997, № 3
14. Стабилизация и инвестиции в России. Quaderns de Política Ecónomica 1997, № 12
15. Кризис и реструктуризация финансовой системы России. Мат. 1-го Испанского форума по Восточной Европе. Валенсия, 1998
16. Новый шаг в налоговой реформе России. Politica economica y limites institucionales de la transición. 2000

## Увлечения
Современное искусство, изготовление арт объектов.
Художественный конкурс YICCA
«Anti-pandemic butterfly»